# Біла Весь (Великопольське воєводство)
Біла Весь (пол. Biała Wieś, нім. Weißhauland) — село в Польщі, у гміні Ґродзиськ-Велькопольський Ґродзиського повіту Великопольського воєводства.
Населення — 174 особи (2011).
У 1975-1998 роках село належало до Познанського воєводства.

## Демографія
Демографічна структура станом на 31 березня 2011 року:
|          | Загалом | Допрацездатний вік | Працездатний вік | Постпрацездатний вік |
| -------- | ------- | ------------------ | ---------------- | -------------------- |
| Чоловіки | 86      | 18                 | 62               | 6                    |
| Жінки    | 88      | 15                 | 59               | 14                   |
| Разом    | 174     | 33                 | 121              | 20                   |